# Der Ursprung der Welt (Comic)

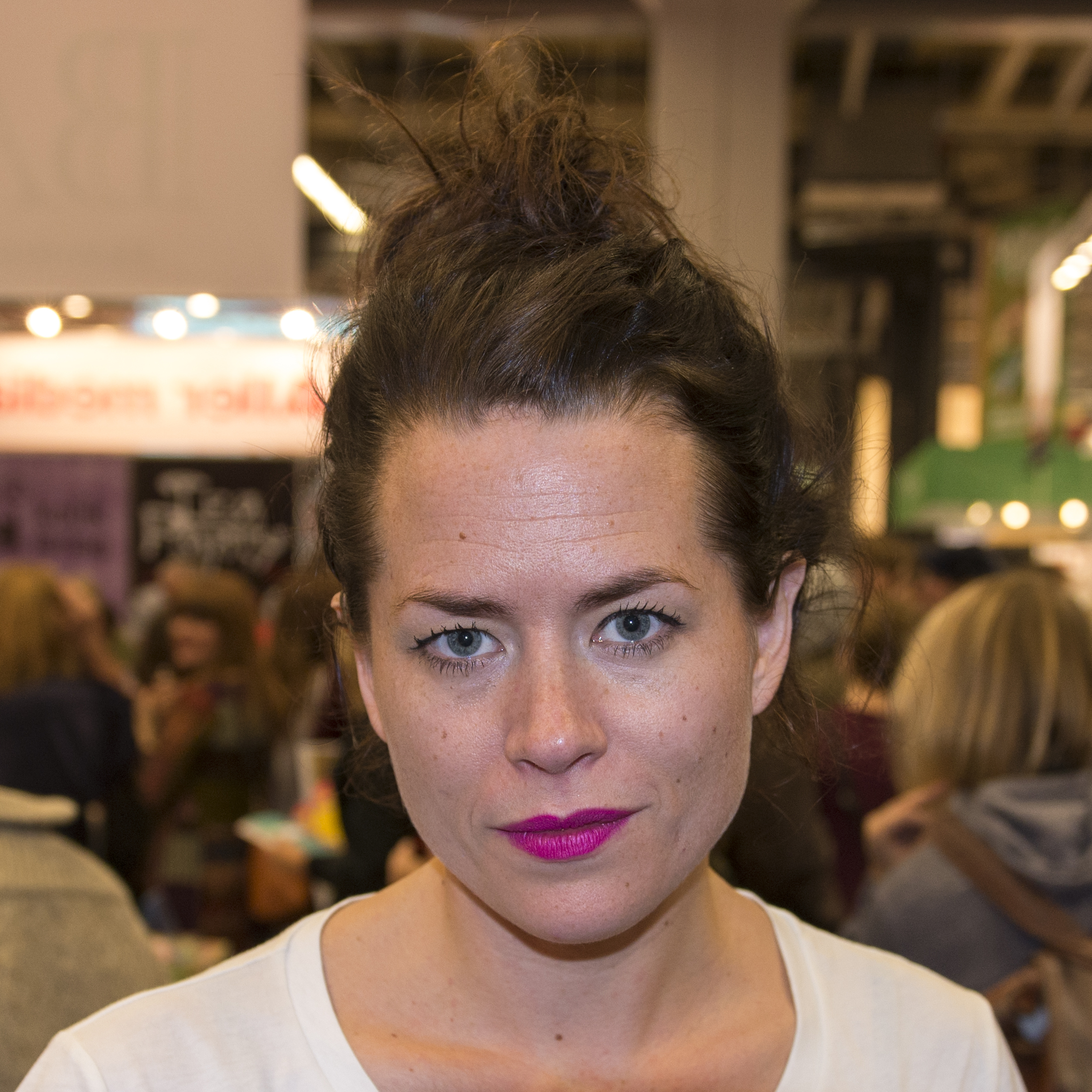
Liv Strömquist (2013)

Der Ursprung der Welt (schwedisch Kunskapens frukt) ist ein feministischer Comic von Liv Strömquist, der im Jahr 2014 beim Ordfront Förlag veröffentlicht wurde. Die deutsche Übersetzung brachte der avant-verlag 2017 heraus. Strömquist zeichnet in ihrem Werk die Kulturgeschichte der Vulva nach. Der Sachcomic ist ein internationaler Erfolg und wurde in zahlreiche Sprachen übersetzt. Auszüge aus dem Werk wurden mehrfach ausgestellt, wobei insbesondere die Darstellung menstruierender Frauen für kontroverse Debatten sorgte. Der Ursprung der Welt stellt nicht nur im Medium Comic, sondern auch für den wissenschaftlichen Diskurs einen bedeutenden feministischen Beitrag dar.

## Konzeption und Inhalt
Liv Strömquist hatte sich zunächst mit dem Thema Menstruation beschäftigt, weil sie als Jugendliche starke Menstruationsschmerzen hatte, bis hin zu einer Ohnmacht im Schulunterricht, sich aber zu sehr schämte, als dass sie jemandem davon hätte erzählen können. Ihre Recherche weitete sich auf das weibliche Geschlechtsorgan aus. In fünf Kapiteln analysiert Strömquist die historische Konstruktion und Tabuisierung der Vulva. Der Sachcomic folgt dabei keiner zentralen Handlung, sondern die einzelnen Episoden in der Form grafischer Essays setzen Themenschwerpunkte. Als Einleitung noch vor der ersten Kapitelüberschrift begrüßt Strömquist ihre Leser fast überrascht und beiläufig. Die Figur wendet sich direkt an ihr Publikum, während sie in einem weißen Halbkreis vor einem ansonsten schwarzen Hintergrund steht, und leitet das erste Kapitel ihres Werkes ein. Im Folgenden wird der Inhalt der einzelnen Kapitel kurz vorgestellt.
Kapitel 1 – Männer, die sich zu sehr dafür interessieren, was als „das weibliche Geschlechtsorgan“ bezeichnet wird (S. 7): Im ersten Kapitel nennt Strömquist sieben Negativbeispiele von Männern, die sich mit dem weiblichen Geschlechtsorgan beschäftigt haben. Darunter sind etwa John Harvey Kellogg, der Masturbation von Frauen durch Auftragen von Karbolsäure auf die Klitoris behandelte, und Hexenprozesse, bei denen „seltsame Zitzen“ an „heimlichen Stellen“ als Beweis dienten. Das Kapitel schließt mit einer Gruppe schwedischer Wissenschaftler, die im Jahr 1965 die sterblichen Überreste der Königin Christina von Schweden exhumieren ließen, um diese auf Spuren von Hermaphroditismus zu untersuchen.

Plakette an der Raumsonde Pionier 10 (Pioneer-Plakette)

Kapitel 2 – Umgedrehter Hahnenkamm (S. 31): Strömquist beantwortet die Frage, was das weibliche Geschlechtsorgan überhaupt ist, und erläutert zum Beispiel den Unterschied zwischen Vulva und Vagina. Dabei stellt sie heraus, dass die beiden Begriffe größtenteils als Synonyme verwendet werden, was falsch sei. Sie geht außerdem kritisch auf die Darstellung weiblicher Geschlechtsorgane und den Umgang mit ihnen ein. So ließ beispielsweise der leitende NASA-Wissenschaftler John E. Naugle einen Strich im Schritt der Frau in den schematischen Darstellungen der menschlichen Anatomie entfernen, die der NASA-Raumsonde Pioneer 10 bei ihrem Start 1972 mitgegeben wurden. Außerdem werden laut Strömquist insbesondere die äußeren Geschlechtsorgane der Frau in zahlreichen gesellschaftlichen Aspekten sprachlich ausgeklammert. Viel zu oft würden diese durch Paraphrasen und Metaphern umschrieben, anstatt etwa die Vulva klar zu benennen.
Kapitel 3 – OK!!! Jetzt kommt ein Comic über den Orgasmus. AAHHAA (S. 56): Dieses Kapitel beginnt mit Zitaten, in denen der weibliche Orgasmus als nebensächlich und fast schon unbedeutend beschrieben wird („[f]ür manche Frauen ist Sex nicht unbedingt gleichbedeutend mit Orgasmus, da andere Sachen für sie wichtiger sind“ oder „[d]ie Frau möchte vielleicht gar nicht bei jedem Geschlechtsakt zum Orgasmus kommen“). Wie auch an anderer Stelle tauscht Strömquist die Rollen, um die unterschiedliche Bewertung zwischen Frau und Mann hervorzuheben. Die Autorin macht außerdem den Punkt, dass der weibliche Orgasmus immer in Bezug auf die männliche Sexualität definiert sei. Die weibliche Sexualität werde mal als schlechtere Version, mal als Gegensatz zum Mann beschrieben, aber niemals als etwas Eigenes.
Kapitel 4 – Feeling Eve oder Auf der Suche nach Mamas Garten (S. 83): Der Essay behandelt das Thema Scham, ausgehend vom Unterschied zwischen Scham, die sich auf etwas beziehe, das die eigene Person ausmacht, und Schuld, die man wegen etwas fühle, das man getan hat. Die Autorin legt dafür der biblischen Figur Eva kurze Anekdoten verschiedener Frauen in den Mund. Darunter sind etwa ein junges Mädchen, das sich für ihre erste Periode schämt und diese zu verstecken versucht („Woran ich mich am besten erinnere, ist, dass mein Bauch furchtbar wehtat. Nicht, weil ich Regelschmerzen hatte, sondern vor Angst.“), oder Frauen, die sich für ihre eigenen Geschlechtsorgane schämen oder gar vor ihnen ekeln. In einem anderen Zitat berichtet eine Frau von sexueller Belästigung, wovon sie aber niemandem erzählt, weil es ihr zu peinlich ist.
Kapitel 5 – Blood Mountain (S. 99): Das letzte Kapitel des Sachcomics thematisiert ausführlich die Menstruation der Frau. Strömquist beschäftigt sich mit kulturellen, gesellschaftlichen sowie religiösen Einflüssen auf Wahrnehmung und Umgang mit dem Thema und betont hier vor allem die aktuelle Tabuisierung und fehlende Öffentlichkeit. Die Comiczeichnerin macht zum Beispiel die Tampon-Industrie zum Gegenstand ihrer Analyse und attestiert dieser eine „Obsession“ mit Begriffen wie „frisch“ und „sicher“. Sie geht ebenfalls auf den kulturellen Wandel ein, ausgehend etwa von der Steinzeit oder Antike, als die Menstruation als Sinnbild der Fruchtbarkeit galt und vielfach in Kunst und Kultur dargestellt wurde. Einige Seiten des abschließenden Essays setzen sich mit dem prämenstruellen Syndrom auseinander.

## Stil
Die Autorin ergänzt ihre eigenen, einfach gehaltenen Zeichnungen mit zahlreichen Fotos und historischem Bildmaterial. Bis auf das vierte Kapitel Feeling Eve oder Auf der Suche nach Mamas Garten ist Der Ursprung der Welt in Schwarz-Weiß gehalten. Strömquist verfolgt mit ihrem Werk ebenfalls einen pädagogischen Ansatz und fügt in Bilder und Text wiederholt Fußnoten sowie Belege aus wissenschaftlicher Literatur ein. Die Fußnoten unterbrechen bewusst die Sequenz aus Text und Zeichnungen, um etwa den historischen Hintergrund genauer zu kontextualisieren. Schwedische Kritiker beschreiben das Werk als Gender-Studie in Comicform („genusvetenskap i serieform“). In meist einheitlich angeordneten Panels stellt Strömquist die Fakten und Ergebnisse ihrer Recherche vor und bezieht dabei auch persönlich Stellung zum Inhalt, etwa wenn sie den gesellschaftlichen Umgang mit dem Thema Menstruation und ihre Tabuisierung kritisiert. Das kurzweilige Medium Comic tritt insgesamt in den Hintergrund, so wird etwa die große Menge an Fakten mit Hilfe der Panels übersichtlich strukturiert und präsentiert. Die karikaturesk bis kindlich erscheinenden Zeichnungen sind eher illustrativ als inhaltlich. So ist zum Beispiel das letzte Kapitel komplett in Schwarz-Weiß gehalten, nur die Farbe Rot wird im starken Kontrast eingesetzt. In zwei nahezu identischen Panels verändert sich die Szene und Wahrnehmung dieser durch ein geändertes Detail: Der rote Fleck auf dem Sofa zwischen den Beinen der Frau entsteht einmal durch eine verrutschte Damenbinde, in der zweiten Szene durch ein umgeworfenes Glas Rotwein. Abwechslungsreicher fällt das dynamische Schriftbild aus, durch das Strömquist Komik und Tempo in ihre Erzählung bringt. So nutzt die Autorin etwa einen großen, schweren Schriftsatz, um nach dem Umblättern eine laute Pointe zu setzen. An anderer Stelle entsteht der Eindruck, Strömquist rede sich seitenlang mit Kleinbuchstaben in Rage. Die Künstlerin tritt selber als Figur in ihrem Comic auf und führt als scharfzüngige Moderatorin und kritische Kommentatorin durch einen großen Teil ihres Werkes. Wiederholt tauscht die Autorin die Rollen zwischen Frau und Mann, um die Unterschiede in der gesellschaftlichen Betrachtung und Beurteilung zu verdeutlichen. Im dritten Essay etwa lässt sie eine männliche Figur die Frage stellen, ob es wichtig sei, einen Orgasmus zu haben. Als wichtigen Einfluss und Referenzpunkt für Der Ursprung der Welt nennt Strömquist die Arbeiten der kanadischen Comiczeichnerin Julie Doucet.

## Analysen
Der Ursprung der Welt stellt insbesondere im Medium Comic einen herausragenden Beitrag zu Feminismus- und Gender-Themen dar. Auch im wissenschaftlichen Kontext zeigt sich der Comic als relevant für die fortlaufende Diskussion. Da Strömquist ihr Narrativ in Der Ursprung der Welt ganz bewusst immer wieder unterbricht („metatextual interruptions that break up the flow“), kann man das Werk als selbst-reflektierenden Comic oder „Meta-Comic“ einordnen („self-reflexive comics“ oder „metacomics“). Durch den Bruch im Lesefluss wird die Aufmerksamkeit auf das Medium Comic selber gelenkt. Den Lesern bietet sich dadurch die Möglichkeit, den Stellenwert des Textes und den medialen Kontext des Werkes zu hinterfragen. Gleichzeitig wird allerdings auch die Aufmerksamkeit vom eigentlichen Inhalt abgelenkt, was insbesondere dem pädagogischen Ansatz entgegensteht. So unterbricht Strömquist etwa den Lesefluss, wenn ihre visuelle Repräsentation im Comic auf die Grenzen eben dieses Mediums und damit auch von Der Ursprung der Welt hinweist.
Das Wort „frukt“ (schwedisch für „Frucht“) im Titel der Originalausgabe kann auf zwei Arten interpretiert werden. Zum einen assoziiert man mit dem Wort das erfolgreiche Resultat (harter) Arbeit, zum anderen die deutlichere Anspielung auf die verbotene Frucht vom Baum der Erkenntnis. Deswegen bezieht sich der Titel Kunskapens frukt (schwedisch für „Die Frucht der Erkenntnis“) ebenfalls mit doppelter Bedeutung auf den sexuellen Erkenntnisgewinn: erstens im Sinne jahrzehntelanger Studien und dem Wissenszuwachs zur weiblichen Sexualität innerhalb patriarchalischer Kulturen und zweitens als Archiv der gesellschaftlichen Unterdrückung und Delegitimierung von Frauen.
Es gibt zahlreiche Ansätze und Möglichkeiten, Geschlechter in verschiedenen Gesellschaften zu organisieren. Erst im 19. Jahrhundert entstand eine Obsession mit der wissenschaftlichen Einordnung von Sexualorganen („könsorgan“) in „normal“ oder „abnormal“ („avvikande“). Diese Unterscheidung hatte ebenfalls eine Ausweitung disziplinarischer Macht zur Folge („Biopower“). Das Problem bezüglich Geschlecht manifestiert sich nicht nur in der Stigmatisierung des weiblichen Körpers, sondern auch in der Art, wie das Wissen innerhalb des Diskurses reproduziert wird, der sich zu sehr auf die Objekte und deren Definition konzentriert. Eine Szene im ersten Kapitel von Der Ursprung der Welt zeigt zwei Chirurgen, die operativ das Geschlecht intersexueller Säuglinge verändern, was in diesem Zusammenhang als Machtdemonstration zu verstehen ist. Durch den Einfluss des Sexualwissenschaftlers John Money, der ein binäres Geschlechtersystem unterstützte, setzte sich die Ansicht durch, intersexuelle Säuglinge möglichst früh zu operieren, um das Geschlecht des Kindes der binären Kategorisierung anzupassen. Parallel zur Operation unterhalten sich die beiden Ärzte. Sie kommentieren nicht nur ihre eigenen Handlungen während des Eingriffs, sondern thematisieren ebenfalls feministische Theorien und nehmen Bezug auf „Biopower“. Durch die Gegenüberstellung von kalter, ausdrucksloser Machtausübung und der kritischen Auseinandersetzung mit dem Thema erzeugt Strömquist eine Szene voll trockener Ironie. Dabei lässt sie offen, ob die Akteure ihre Handlungen nicht stoppen können oder wollen, etwa weil sie die Tragweite des operativen Eingriffs aus dem Blick verloren haben. Strömquist kommentiert die Szene unter anderem mit den Worten „Eine Muschi zu machen, bedeutete für die Ärzte eine Art Lockerungsübung während der Arbeitszeit, wie andere Leute facebooken“.
Die letzte Seite des ersten Kapitels Männer, die sich zu sehr dafür interessieren, was als „das weibliche Geschlechtsorgan“ bezeichnet wird zeigt eine historische Darstellung der Königin Christina von Schweden. Die italienische Gravur aus dem 17. Jahrhundert stellt Königin Christina nach ihrer Abdankung dar, reitend und in maskuliner Kleidung betritt sie Rom. Strömquist legt über die historische Darstellung eine Sprechblase mit dem Text „Fuck off für immer“ („Fuck off för evigt“). Der Text kann als artikulierter Widerstand gegen die wissenschaftlichen und kulturellen Interessen bezüglich Einordnung und Klassifizierung von Körpertypen interpretiert werden, die insbesondere durch eine binäre Repräsentation von Sex und Gender dominiert sind. Die Verwendung des Bildes zeigt außerdem ein Beispiel für den Ansatz und Versuch, historische Figuren für Feminismus- und Queer-Theorien zurückzugewinnen.
Das letzte Kapitel Blood Mountain macht die Menstruation und vor allem die aktuelle Tabuisierung zum Thema. In der wissenschaftlichen Einordnung stellt Der Ursprung der Welt einen zeitgenössischen Beitrag dar, der auf vorangegangenen Aktivismus und feministische Kritik aufbaut. Strömquists Comic beziehungsweise ihr Kapitel Blood Mountain wird unter anderem als „contemporary menstrual activism“ beschrieben. Dabei beanstandet diese Form des Aktivismus nicht nur die mangelnde Sichtbarkeit und Öffentlichkeit der Menstruation, insbesondere getrieben von der Industrie für Hygieneprodukte, sondern auch die binäre Abgrenzung menstruierender Körper als „anders“. Da nicht alle und nicht nur Frauen menstruieren, kann Der Ursprung der Welt ebenfalls als Queer-Aktivismus verstanden werden. Strömquist gestaltete und moderierte am 24. Juni 2013 den Rundfunkbeitrag Sommar i P1 (schwedisch für „Sommer in P1“), dadurch fand das Thema Menstruation in Schweden zunehmend Beachtung. Es war sogar von einer Menstruationsrevolution in verschiedenen Kunstgattungen die Rede. Im Jahr 2014 erschien mit Kvinnor ritar bara serier om mens (schwedisch für „Frauen zeichnen nur Comics über Menstruation“) ein weiterer Comic zum gleichen Thema. Die Anthologie sammelt verschiedene Beiträge, die die Menstruation in unterschiedlichen Stilen und Perspektiven darstellen, unter anderem auch von Trans-Männern. Der Titel der Comic-Anthologie geht auf ein Zitat von Strömquist zurück, das die Comiczeichnerin bei Sommar i P1 tätigte: Ein männlicher Kollege äußerte gegenüber Strömquist, Comics von Frauen seien es nicht wert gelesen zu werden, weil es darin nur um Menstruation gehe.

## Veröffentlichungen und Verkaufserfolg

Gustave Courbet: L’Origine du monde, 1886, Musée d’Orsay

Kunskapens frukt erschien 2014 beim Ordfront Förlag. Bis 2018 wurden von der schwedischen Originalausgabe etwa 40.000 Exemplare verkauft. Die deutsche Übersetzung von Katharina Erben veröffentlichte der avant-verlag im Jahr 2017. Die deutschen Ausgaben von Strömquist, die der avant-verlag publizierte, wurden vom schwedischen Kulturrådet (schwedisch für „Kulturrat“) mit 5000 schwedischen Kronen gefördert, was in etwa 500 Euro entspricht. Zu den finanziell unterstützten Übersetzungen zählen zum Beispiel Der Ursprung der Welt und Der Ursprung der Liebe. Der Titel der deutschen Ausgabe ist angelehnt an das Gemälde Der Ursprung der Welt (französisch L’Origine du monde) von Gustave Courbet. Das Cover der deutschen und der schwedischen Originalausgabe zeigt ein Foto der Comicautorin, die mit gespreizten Beinen auf einer kleinen Holzbank sitzt und mit den Händen ein Dreieck in ihrem Schritt formt. Auf der Bank neben Strömquist lehnt eine Maschinenpistole an der weißen Wand im Hintergrund. Die Covergestaltung ist eine Anspielung auf die Aktion „Genitalpanik“ der Künstlerin Valie Export aus dem Jahr 1968. Begründet durch den anhaltenden Verkaufserfolg von Der Ursprung der Welt wurden auch frühere Bücher der Autorin ins Deutsche übersetzt. Im Jahr 2020 stellte Der Ursprung der Welt nach wie vor den größten Verkaufserfolg des avant-verlages dar, im folgenden Jahr wurde die deutsche Veröffentlichung in der 15. Auflage gedruckt. Auf der Bestsellerliste zum Thema „Graphic Novel“ von Buchreport belegte der Sachcomic im Februar 2021 den zweiten Platz. 2018 brachte der avant-verlag die zunächst einzeln veröffentlichten Comicalben Der Ursprung der Welt und Der Ursprung der Liebe zusammen in einer Hardcoverausgabe heraus.
- Kunskapens frukt. Ordfront Förlag, Stockholm 2014, Danskt Band (Softcover mit Klappen), 139 Seiten, ISBN 978-91-7037-804-1.
- Der Ursprung der Welt. Avant-verlag, Berlin 2017, Softcover, 140 Seiten, ISBN 978-3-945034-56-9.
- Der Ursprung der Welt & Der Ursprung der Liebe. Avant-verlag, Berlin 2018, Hardcover mit Leinenrücken, 280 Seiten, ISBN 978-3-96445-003-6.

Die französische Ausgabe L’origine du monde publizierte Rackham 2016 (ISBN 978-2-87827-197-3). Auf dem Cover ist eine Zeichnung aus dem vierten Kapitel Feeling Eve oder Auf der Suche nach Mamas Garten zu sehen. Das Motiv zeigt die biblische Figur Eva zusammen mit der Schlange aus dem Garten Eden. Mit Fruit of Knowledge: The Vulva vs. The Patriarchy erschien im Jahr 2018 der erste Comic von Strömquist in englischer Übersetzung. In den USA brachte Fantagraphics Books den Comic heraus (ISBN 978-1-68396-110-9), die britische Ausgabe veröffentlichte Virago Press (ISBN 978-0-349-01073-1). Auf dem Cover der US-amerikanischen und britischen Veröffentlichung ist das gleiche Foto der Künstlerin zu sehen, allerdings wurde die Maschinenpistole aus der Abbildung entfernt. Es gibt weitere Übersetzungen ins Bulgarische, Dänische, Finnische, Italienische, Japanische, Kroatische, Niederländische, Philippinische, Portugiesische, Russische, Slowenische, Spanische, Tschechische und Ukrainische.

## Ausstellungen

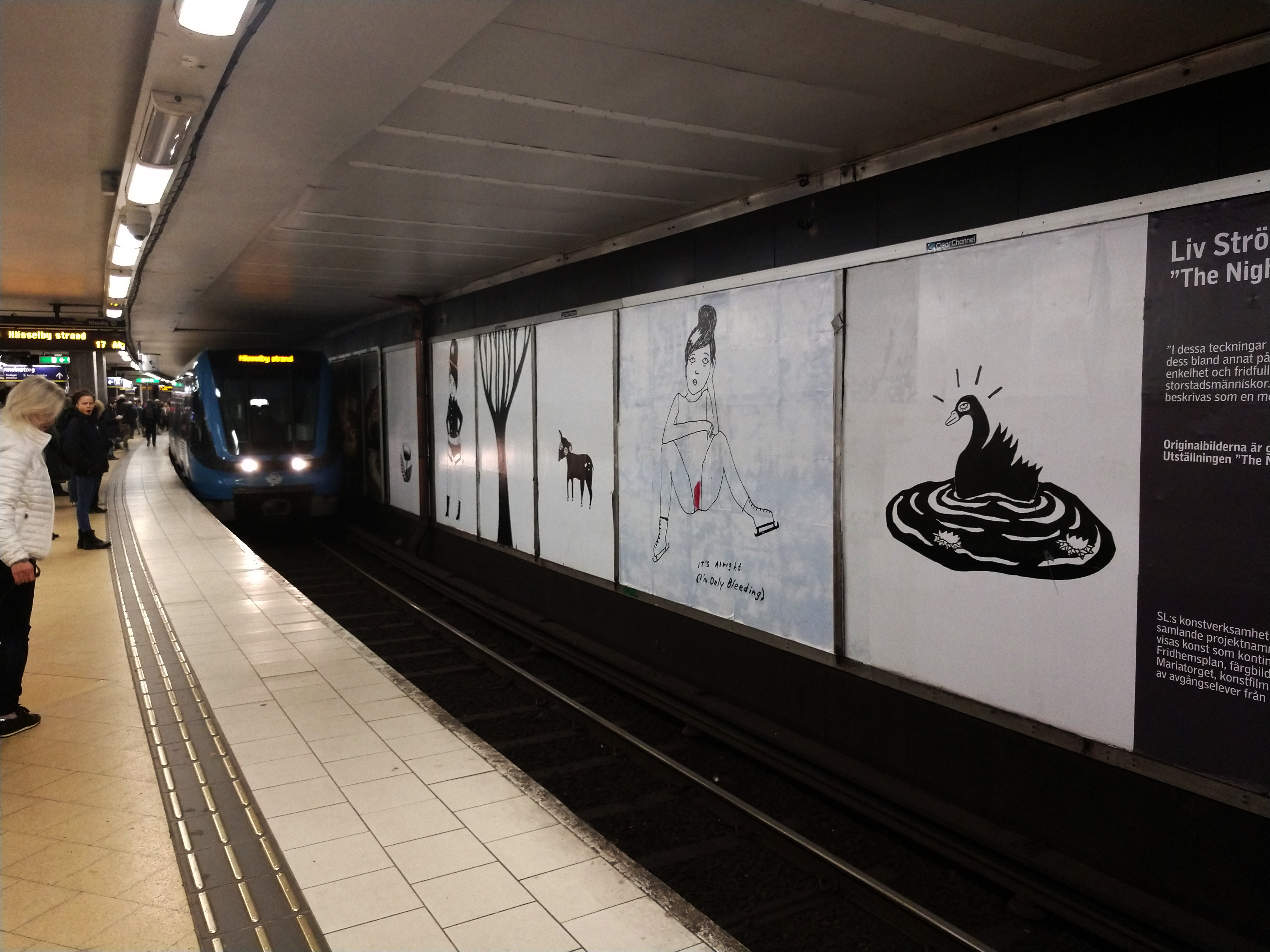
„The Night Garden“ in der U-Bahn-Station Slussen (2017)

Ende 2014 zeigte das Landskrona Museum vergrößerte Auszüge und Bilder aus dem vierten Kapitel Blood Mountain. Von 2017 bis 2019 waren insgesamt 26 Bilder von Strömquist unter dem Titel „The Night Garden“ in der Stockholmer U-Bahn-Station Slussen zu sehen. Neben Zeichnungen aus Der Ursprung der Welt waren auch Beiträge aus früheren Werken der Künstlerin sowie exklusive Illustrationen für die Installation ausgestellt. Neben Darstellungen von etwa Pflanzen und Tieren wurden auch drei Illustrationen menstruierender Frauen gezeigt, darunter eine Eiskunstläuferin aus Der Ursprung der Welt. Insbesondere die deutlich sichtbare Darstellung menstruierender Frauen löste bei den Pendlern unterschiedliche Reaktionen aus, die vor allem über Social Media bekannt wurden: Einige empfanden die Bilder als witzig oder gelungen provokant, andere sahen in den Darstellungen einen schockierenden Tabubruch. Ein zentraler Kritikpunkt drehte sich um die Frage, ob eine öffentliche Haltestelle einen angemessenen Ausstellungsrahmen für solche Themen darstellt. Bei der Stockholmer Nahverkehrsgesellschaft Storstockholms Lokaltrafik gingen rund 30 formale Beschwerden zu der Ausstellung ein. Fast alle Bedenken bezogen sich auf die menstruierenden Charaktere und wurden hauptsächlich von Männern geäußert. Die rechtspopulistische Partei Sverigedemokraterna (schwedisch für „Die Schwedendemokraten“) setzte sich erfolglos für ein frühzeitiges Ende der mit öffentlichen Geldern finanzierten Installation ein. Aufgrund ihrer Erfahrungen kamen die unterschiedlichen Reaktionen für Strömquist nicht überraschend und sie bewertete deshalb die angestoßene Debatte als insgesamt wichtig und dem Thema zuträglich.
Auch außerhalb ihres Heimatlandes Schweden wurden Bilder und Auszüge aus Strömquists Der Ursprung der Welt ausgestellt. Von August bis Oktober 2016 waren Zeichnungen der Künstlerin im Institut Suédois in Paris im Rahmen der Ausstellung „Le Divan de Liv“ zu sehen. Die Beiträge aus Der Ursprung der Welt, dessen französische Übersetzung etwa einen Monat vor Ausstellungsbeginn erschien, präsentierte der Veranstalter in einem eigenen Ausstellungssaal. Gezeigt wurden unter anderem Auszüge aus dem ersten Kapitel Männer, die sich zu sehr dafür interessieren, was als „das weibliche Geschlechtsorgan“ bezeichnet wird, etwa zu Sigmund Freud und John Harvey Kellogg, oder Darstellungen menstruierender Charaktere aus dem fünften Kapitel Blood Mountain. Im Rahmen des Nordwind Festival 2019 in Hamburg wurde Strömquist eine Ausstellung im Kulturzentrum Kampnagel gewidmet. Neben Zeichnungen aus Der Ursprung der Welt waren auch Nachdrucke aus den Comics Der Ursprung der Liebe und I’m every woman zu sehen. Im Jahr 2022 wurde beim Comic-Salon Erlangen eine große Ausstellung zu Strömquists Werk im Kunstpalais unter dem Titel Liv Strömquist: Fruits of Knowledge gezeigt, die von Juni bis September 2023 vom Museum Strauhof in Zürich übernommen wurde. Ausgangspunkt der Ausstellung ist laut Veranstaltern die „Neuerzählung der Geschichte der Vulva, mit der Strömquist vor zehn Jahren im deutschsprachigen Raum bekannt wurde“. Neben ihren Illustrationen wurde eine Reihe von Videos gezeigt, in denen unter anderem bekannte Persönlichkeiten aus den Werken Strömquists vorlesen, darunter befanden sich beispielsweise Hella von Sinnen und Bela B.

## Adaptionen
Im Theater Ballhof in Hannover war Der Ursprung der Welt am 22. März 2020 erstmals als Theaterfassung zu sehen. Die Regie führte Franziska Autzen, die Dramaturgie übernahm Friederike Schubert. Am 19. September 2020 führte das Staatstheater Hannover Der Ursprung der Welt erneut als Schauspiel auf. Ursprünglich waren Vorstellungen bis Dezember 2020 geplant, aufgrund der COVID-19-Pandemie setzte das Staatstheater den Spielbetrieb allerdings am 2. November 2020 aus. Bedingt durch die Auswirkungen der Pandemie mussten etwa zehn geplante Theaterinszenierungen vor Publikum ausfallen. Alternativ wurde die Bühnenadaption von Der Ursprung der Welt sowie weitere aktuelle Produktionen des Staatstheaters Hannover als Videostream angeboten. Das etwa 90-minütige Theaterstück wurde ebenfalls unter der Regie von Franziska Autzen inszeniert. In einer Form der Publikumsbeschimpfung stehen vier Darstellerinnen als Ankläger des Patriarchats auf der Bühne und tragen Strömquists Anekdoten, Recherchen und Gedanken vor. Das Bühnenbild ist geprägt von einer schweren, schwarzen Treppe, über dessen Stufen ein roter Teppich in den vorderen Bühnenbereich „menstruiert“. Bildmaterial aus dem Comic wird in dem Stück nur sehr wenig verwendet.

## Rezeption
Der Ursprung der Welt wurde in deutschsprachigen Medien insgesamt positiv besprochen, insbesondere die umfangreiche Recherche, der Informationsgehalt und der schlagfertige Humor werden gelobt. Auf Kritik stoßen zum Teil die einfach gehaltenen Zeichnungen und einheitlichen Panelanordnungen. In Der Tagesspiegel hält Marie Schröer fest, Liv Strömquist gebe „feministischer Theorie ein neues Gewand und demonstriert das Potential des Comics für grafische Essays“. Strömquist moniere die „Tabuisierung, Banalisierung, oder Dämonisierung der weiblichen Geschlechtsorgane seitens kirchlicher, (pseudo-)wissenschaftlicher oder kulturbetrieblicher Vertreter“ und ihre Arbeit diene als „Grundlage […] über den Umgang mit den Konsequenzen semiotischer Zuschreibungen“. Bei Deutschlandfunk Kultur hebt Jule Hoffmann Liv Strömquist als selbstbewusste Erzählerin hervor, die „mit viel Leidenschaft und zugleich auch viel Selbstironie Aufklärungsarbeit betreibt“. Das Werk sei ein lehrreiches „Sammelsurium haarsträubender Details aus der Sexualforschung und Kulturgeschichte der weiblichen Sexualität“. Jan-Paul Koopmann schreibt in Der Spiegel, so allgegenwärtig wie nackte Haut auch sei, insbesondere die weiblichen, primären Geschlechtsorgane „werden vorsätzlich aus der öffentlichen Bilderwelt verdrängt“. Liv Strömquist „führt ihre Gegner vor, entlarvt sie als verklemmte Sexisten“ und mache dies mit „beachtlicher Schlagfertigkeit und im Comic geschickt inszeniertem Wortwitz“. Ihre Zeichnungen treten dabei „eher als ungelenk-cartoonige talking heads in Erscheinung“, das Schriftbild allerdings sei „geradezu aufregend“. In der Neuen Zürcher Zeitung beschreibt Christian Gasser das Werk als „[u]mfassend recherchiert, mit feministischer Verve gezeichnet und mit ätzendem Sarkasmus gewürzt“. Es sei „[a]ufschlussreich, unterhaltsam, informativ, aufklärerisch und witzig“. Nadja Schlüter schließt sich bei Jetzt dem Lob an, der Der Ursprung der Welt fasse die Kulturgeschichte des weiblichen Geschlechtsorgans „extrem amüsant und informativ“ zusammen. Im Titel-Kulturmagazin kommt Philip Dingeldey zu dem Schluss, dass die meisten Themen zwar nur grob angeschnitten werden, trotzdem gelinge es Strömquist dank intensiver Recherche, „in der Öffentlichkeit eher weniger bekannte Fakten aufzuzeigen“. Es schade kaum der Qualität des Buches, dass viele Seiten mit einheitlich angeordneten Panels eher langweilig gestaltet seien und die Zeichnungen häufig eher unbeholfen wirkten. Sie nutze die „Kombination aus Text und Bild für eine bessere szenische und pointierte Darstellung“.
Auch international wurde Der Ursprung der Welt größtenteils positiv rezipiert, dabei werden ebenfalls der umfangreiche Informationsgehalt und der Humor herausgestellt. Rachel Cooke lobt in The Guardian den Sachcomic über die Unterdrückung der weiblichen Sexualität als geistreich, scharfsinnig, aber auch wütend („[w]itty, clever and angry, this book about the suppression of female sexuality is fantastically acute“). In ihrem Artikel hebt Cooke insbesondere das letzte Kapitel positiv hervor, in dem Strömquist die Tampon-Industrie für die von der Comiczeichnerin postulierte „Obsession“ mit Begriffen wie „frisch“ und „sicher“ kritisiert. Für Cooke gehört die britische Ausgabe von Fruit of Knowledge: The Vulva vs. The Patriarchy zu den wichtigsten Veröffentlichungen des Jahres 2018 im Bereich „Graphic Novel“. In Publishers Weekly wird die Veröffentlichung als lebendige Sammlung graphischer Essays beschrieben, die ein breites Themenspektrum abdecke. Strömquist gelinge dabei eine ausgewogene Balance zwischen ernsthafter Analyse und respektlosem Humor („embraces an often fraught topic, balancing serious analysis and irreverent, R-rated humor“). Strömquist sei im Vergleich zu anderen Zeichnerinnen zwar weniger talentiert, trotzdem hat ihr Werk für Hillary Chute in The New York Times einen eigenen, wenn auch etwas schrägen Charme („wonky charm“). Der Comic sei lehrreich, vielfältig, akademisch, aber auch gewollt albern und etwas eigenartig („Fruit of Knowledge grew on me because of its weird, hybrid, this-only-really-happens-in-comics tone: It’s didactic, goofy, academic“). Laut France Culture überzeuge Strömquist durch eine genaue und klare Analyse. Für Überraschungen sorgten schnelle Wechsel zwischen Gegenwart und Vergangenheit, unerwartete Parallelen und der allgegenwärtige Humor („Liv Strömquist nous surprend encore une fois par la justesse et la clarté de son analyse, ses allées et retours effrénés entre passé et présent, ses parallèles inattendus et, surtout, son omniprésent humour au vitriol“). Trotz des bitteren Grundtons ist Fruit of Knowledge: The Vulva vs. The Patriarchy laut Michael Lorah auf Comic Book Resources extrem lustig („[w]hile the book possesses an underlying bitterness, it’s extremely funny“). Bereits beim dritten Panel habe er beim Lesen laut auflachen müssen. Strömquist vermag es laut Mike Classon Frangos, anspruchsvolle Konzepte verständlich und zugänglich zu präsentieren. Mit Hilfe des Mediums Comic erläutere sie komplexe Theorien anschaulich, gleichzeitig ergänze sie die laufende feministische Debatte um eine alternative Repräsentationsform.